# 小行星8040
小行星8040（英語：8040 Utsumikazuhiko）是一颗围绕太阳公转的小行星。1993年9月16日，圓舘金、渡邊和郎在北见发现了此天体。
这颗小行星的绝对星等为194.2937197020752等。